# Кареј
Кареј (рум. Carei, мађ. Nagykároly) град је у Румунији. Он се налази у крајње северозападном делу земље, близу границе са Мађарском. Кареј је други по важности град округа Сату Маре.
Кареј је према последњем попису из 2002. године имала 23.182 становника.

## Географија
Град Кареј налази се у северном делу историјске покрајине Кришане, око 90 km северно до Орадее.
Кареј се налази у крајње североисточном делу Панонске низије, близу тока реке Самош.

## Становништво
У односу на попис из 2002, број становника на попису из 2011. се смањио.
| 1966.  | 1977.  | 1992.  | 2002.  | 2011.  |
| ------ | ------ | ------ | ------ | ------ |
| 19.686 | 24.050 | 26.372 | 25.590 | 21.112 |

Мађари чине већину градског становништва Кареја (54%), а присутни су и Румуни (41%), Немци (2%) и Роми (2%). Мађари су почетком 20. века готово целокупно градско становништво. До средине 20. века у граду су били бројни и Јевреји и Немци.

## Галерија
- Дворац Карољ
- Градска кућа
- Стари водоторањ
- Црква